# Babia Ścieżka
Babia Ścieżka (niem. Hexentreppe, Ścieżka Czarownic)  – leśna droga w Karkonoszach.
Ścieżka długości 2 km prowadzi północnym zboczem szczytu Grabowiec ze wsi Sosnówka Górna do Dobrego Źródła. Droga biegnie kręto w dolinie potoku Sośniaka. W przeszłości prowadził drogą Śląski Trakt. Nazwa pochodzi o sabatów czarownic, które miały się odbywać na skale Patelnia pod szczytem Grabowca.

## Szlaki turystyczne
Górną częścią biegnie szlak turystyczny:
- żółty: Sosnówka - Dobre Źródło[1].